# Moynihan Train Hall

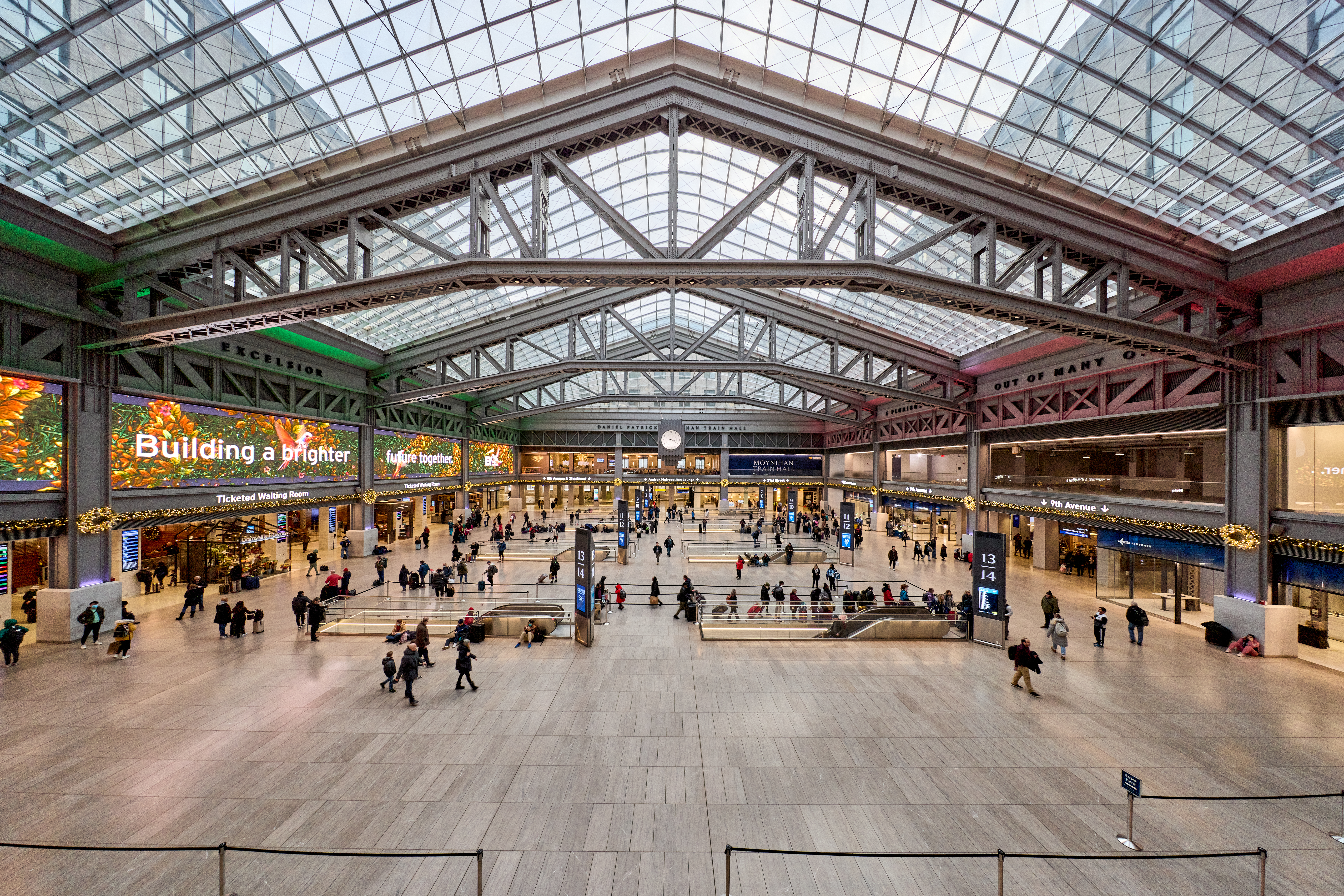
Interior del Moynihan Train Hall.

Moynihan Train Hall es una ampliación de Pennsylvania Station, la principal estación de ferrocarril interurbano y de cercanías de Nueva York, en el antiguo edificio principal de correos de la ciudad, el James A. Farley Building. Situado entre la Octava Avenida, la Novena Avenida, la Calle 31 y la Calle 33, en el centro de Manhattan, el anexo proporciona un nuevo acceso a la mayoría de los andenes de Penn Station para los pasajeros de Amtrak y Long Island Rail Road, dando servicio a 17 de las 21 vías de la estación. El vestíbulo lleva el nombre de Daniel Patrick Moynihan, el senador estadounidense que había defendido originalmente el plan. El exterior Beaux-Arts del edificio recuerda al de la Penn Station original; ambos edificios fueron diseñados por el estudio de arquitectura McKim, Mead & White.
El complejo, de 45.200 m², se construyó para aliviar la congestión de la estación Penn, que registraba 650.000 usuarios diarios antes de la pandemia de COVID-19 en 2020. La renovación de 1.600 millones de dólares restauró el edificio Farley de estilo Beaux-Arts, declarado monumento histórico, y añadió un atrio central con techo de cristal. El Moynihan Train Hall incluye locales comerciales, una sala de espera de 320 plazas para pasajeros con billete y aseos públicos. El vestíbulo está decorado con tres obras de arte: un tríptico en el techo llamado Go, un grupo de paneles fotográficos y un grupo escultórico.
El proyecto estaba en estudio desde principios de los años noventa, y los primeros planos se hicieron públicos en 1993. Sin embargo, varios planes anteriores fracasaron por falta de financiación y dificultades logísticas. Amtrak se retiró como inquilino en 2004, pero regresó tras la venta del edificio Farley al gobierno del estado de Nueva York en 2006. Una primera fase, consistente en la ampliación de un vestíbulo bajo el edificio Farley, comenzó en 2010 y finalizó en junio de 2017. La construcción del vestíbulo ferroviario propiamente dicho comenzó en 2017 y se inauguró el 1 de enero de 2021.

## Descripción

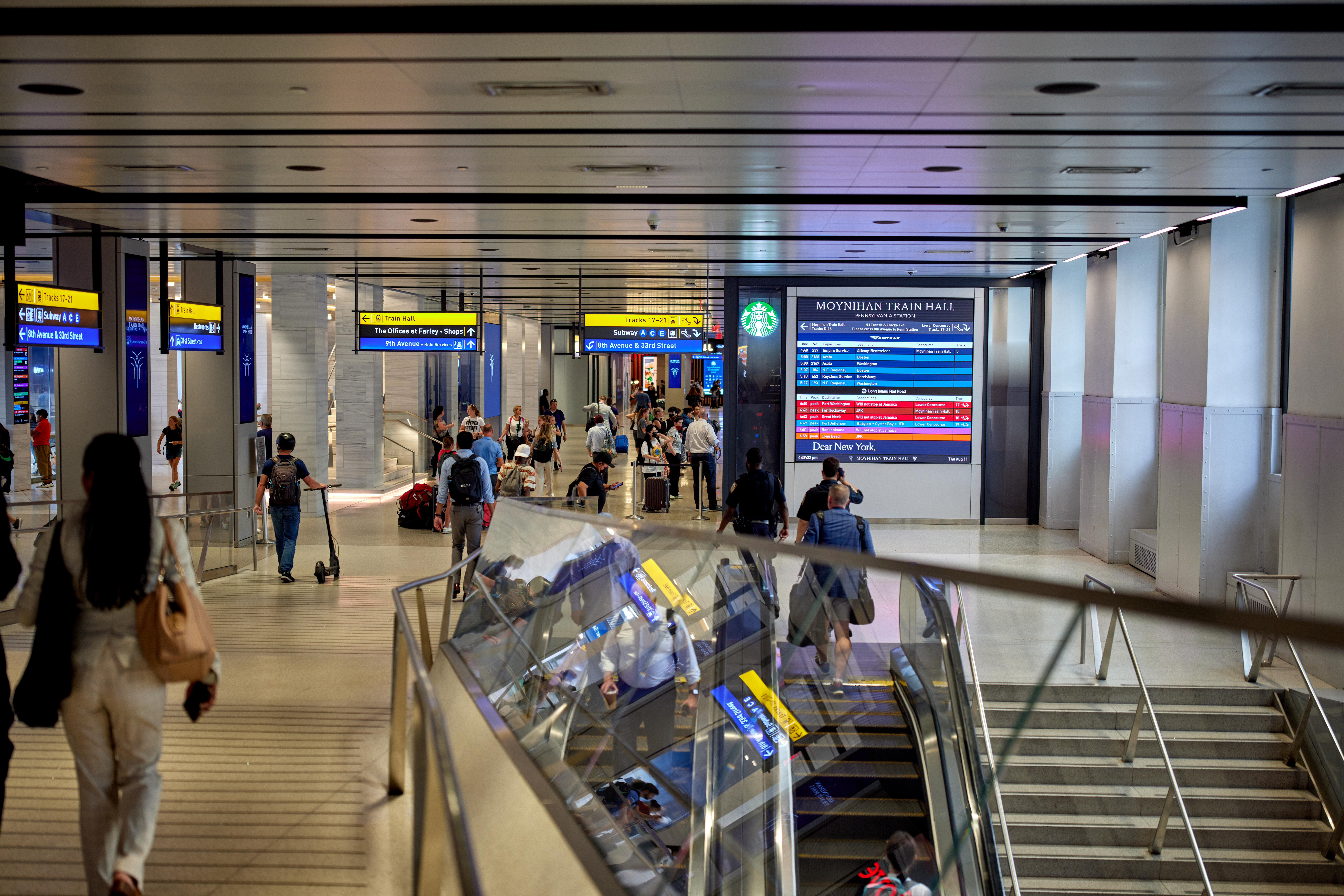
Entrando en el Hall desde Penn Station.

El Moynihan Train Hall ocupa parte del edificio James A. Farley, una estructura Beaux-Arts diseñada por McKim, Mead & White junto a la Penn Station original e inaugurada en 1914 como oficina principal de correos de Nueva York. El edificio ocupa la manzana situada al otro lado de la Octava Avenida, frente a las actuales instalaciones de la Penn Station, y está delimitado por la Octava Avenida al este, la calle 31 al sur, la Novena Avenida al oeste y la calle 33 al norte. El edificio James A. Farley es un monumento emblemático de la ciudad de Nueva York y está inscrito en el Registro Nacional de Lugares Históricos. El vestíbulo del tren ocupa una parte de la sala de clasificación de correo de la oficina de correos, mientras que la mayor parte del resto del edificio está alquilado por Facebook como espacio de oficinas.

### Componentes

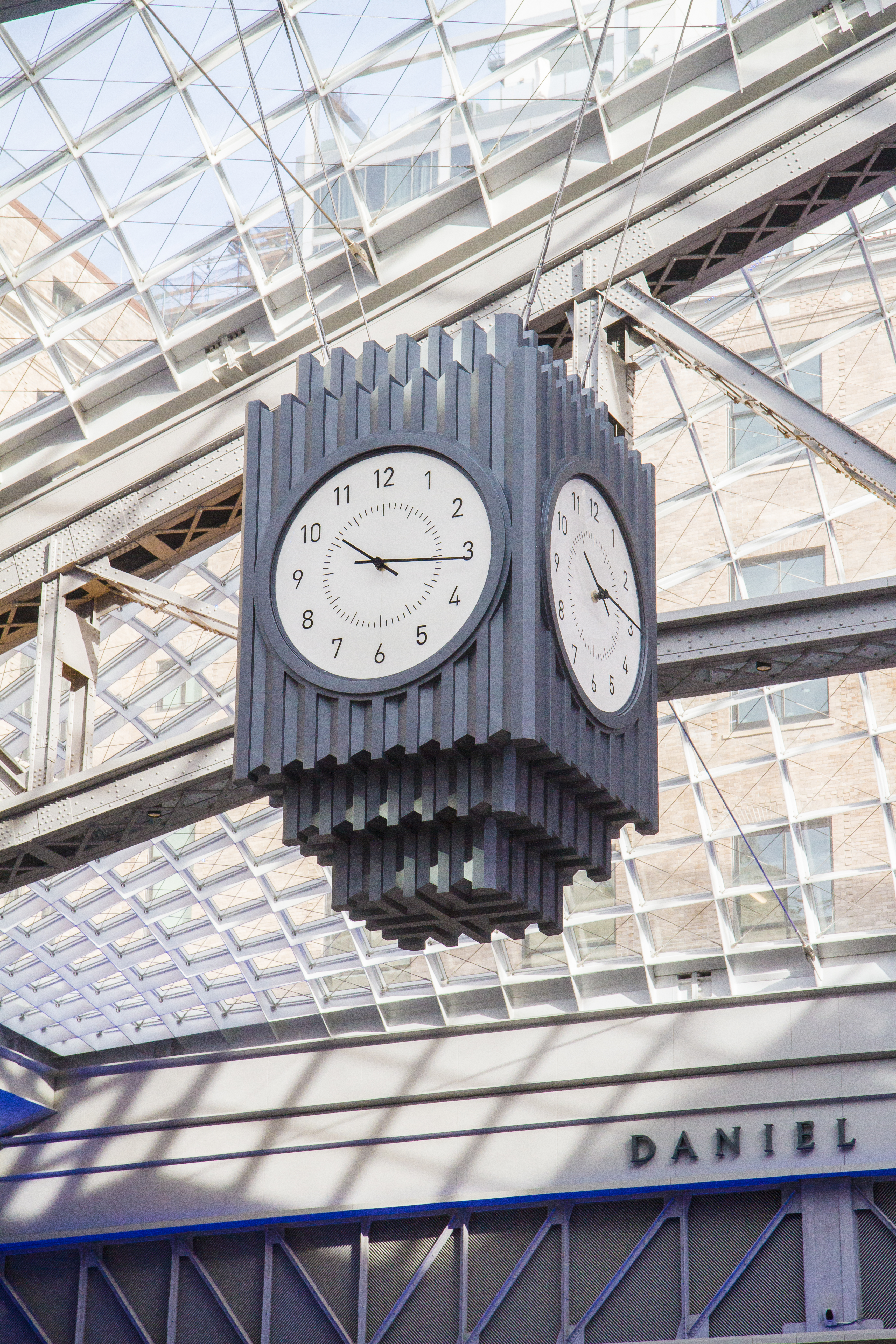
Reloj de la cabecera.

El complejo, de 45.200 m², fue diseñado por Skidmore, Owings & Merrill (SOM). Consta de un vestíbulo de pasajeros de 2.900 m² bajo una claraboya de cristal de 28 m de altura. Un reloj de cuatro caras, de 3,7 m de altura y más de 1,8 m de ancho en cada uno de sus lados, se encuentra en el centro del vestíbulo de pasajeros. El vestíbulo también cuenta con 11.000 m² de locales comerciales. Moynihan Train Hall alberga las instalaciones de pasajeros de Amtrak, su principal inquilino. Incluye una zona de venta de billetes y equipajes, una sala de espera, salas de conferencias y un balcón de 6,1 m sobre el vestíbulo.
Como parte del Programa de Arte Público del Moynihan Train Hall, se presentan en él varias obras de arte temporales y permanentes, incluido el videoarte en pantallas publicitarias digitales. El espacio contiene tres obras de arte permanentes. Kehinde Wiley diseñó un tríptico de vidrieras en el techo, llamado Go. A lo largo de un tramo de pared de 24 m (80 pies), los paneles fotográficos de Stan Douglas, Penn Station's Half Century, representan a los pasajeros de la Penn Station original. En la entrada de la calle 31, Elmgreen & Dragset crearon un grupo escultórico, The Hive, que representa rascacielos colgados del techo.

### Servicios

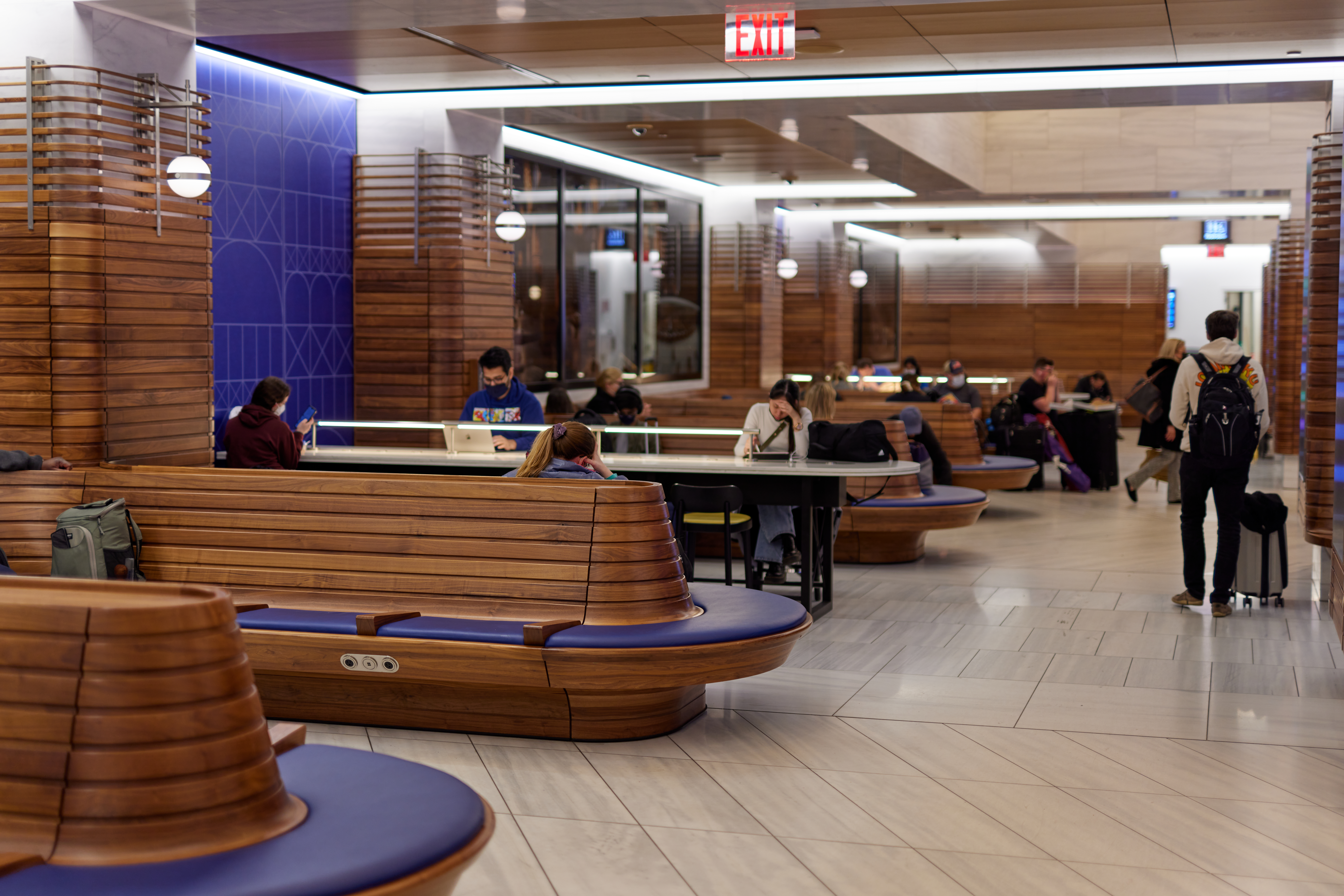
Sala de espera dentro del vestíbulo.

Debido a la disposición de los andenes, Moynihan Train Hall da servicio a 17 de las 21 vías de Penn Station, utilizadas por Long Island Rail Road (LIRR) y Amtrak. Los andenes que dan servicio a las cuatro vías situadas más al sur, utilizadas por NJ Transit, no pudieron ampliarse a las nuevas instalaciones. Moynihan Train Hall proporciona acceso a todos los servicios de LIRR y Amtrak, con instalaciones de atención al cliente para ambos ferrocarriles. La estación existente sigue proporcionando un acceso alternativo al LIRR y Amtrak, especialmente por la noche, cuando Moynihan Train Hall está cerrado. También está previsto que las instalaciones sirvan al ferrocarril Metro-North, el principal ferrocarril de cercanías de los suburbios del norte de Nueva York, cuando se complete el proyecto de acceso a Penn Station.
La finalización del vestíbulo ha aumentado el espacio del vestíbulo de Penn Station en un 50%. El vestíbulo aliviará la congestión en Penn Station, que registró 650.000 viajeros diarios antes del inicio de la pandemia de COVID-19 en 2020. Cuando se inauguró el vestíbulo, las autoridades preveían que lo utilizarían principalmente los pasajeros de Amtrak, que representaban alrededor del 5% del tráfico diario antes de la pandemia. Se esperaba que la mayoría de los clientes de LIRR, NJ Transit y New York City Subway siguieran utilizando las antiguas instalaciones de pasajeros, más cercanas a las estaciones de metro contiguas de la Séptima Avenida y la Octava Avenida.

## Planificación

### Década de 1990
A principios de la década de 1990, el senador estadounidense Daniel Patrick Moynihan empezó a defender un plan para reconstruir una réplica de la histórica Penn Station, en la que había limpiado zapatos durante la Gran Depresión. Propuso reconstruir la estación en el edificio de Correos Farley. En aquella época, las instalaciones existentes en Penn Station estaban abarrotadas y el Servicio Postal de Estados Unidos (USPS) planeaba trasladar gran parte de sus operaciones desde la Oficina de Correos de Farley. El plan de Hellmuth, Obata & Kassabaum (HOK), que se hizo público en mayo de 1993, preveía una cubierta de arco parabólico de 120 pies, que se elevaría sobre un vestíbulo de pasajeros dentro de la antigua sala de clasificación de la oficina de correos. Moynihan solicitó 100 millones de dólares para el proyecto, y el presidente de EE. UU., Bill Clinton, incluyó 10 millones de dólares en fondos federales para la estación como parte de un proyecto de ley de ayuda a las víctimas del terremoto de Northridge de 1994. Sin embargo, la Cámara de Representantes no quiso aprobar más financiación, y el Senado sólo aprobó 40 millones de dólares, con lo que la cantidad total recaudada ascendía a 50 millones. Los opositores, entre los que se encontraban los representantes Frank R. Wolf y Harris W. Fawell, afirmaron que los fondos no se habían autorizado en el presupuesto de Amtrak, y expresaron su preocupación por la posibilidad de que la ciudad y el estado no pudieran recaudar fondos complementarios. La asignación de 10 millones de dólares se utilizó para financiar los trabajos de diseño, y los 40 millones adicionales para comprar suministros y renovar las instalaciones existentes.
La Empire State Development Corporation, una agencia del gobierno del estado de Nueva York, creó en 1995 la Pennsylvania Station Redevelopment Corporation para supervisar la compra y renovación del edificio. La corporación, dirigida por un grupo bipartidista de funcionarios del gobierno del estado de Nueva York, contaba inicialmente con 300.000 dólares, pero recaudó 670 millones en diez años. Los funcionarios de la corporación estaban revisando los planes en 1998, cuando la administración Clinton incluyó 11,7 millones de dólares para el proyecto en un presupuesto presentado al Congreso. En marzo de ese año, los funcionarios habían llegado a un acuerdo por el que el USPS mantendría sus operaciones en parte del edificio Farley y cedería otra parte al nuevo vestíbulo ferroviario. Tres meses más tarde, la Pennsylvania Station Redevelopment Corporation seleccionó a SOM y Parsons Brinckerhoff para dirigir el equipo de ingeniería que diseñaría y construiría las instalaciones de Penn Station dentro del edificio Farley.
En diciembre de 1998 se llegó a un acuerdo sobre el trazado general. En aquel momento, se preveía que el vestíbulo se inaugurara en diciembre de 2002, con un coste de 315 millones de dólares. David Childs, de SOM, presentó otro diseño para el vestíbulo ferroviario de Farley. El diseño de Childs habría supuesto la demolición del suelo de la sala de clasificación de correos y su sustitución por un vestíbulo de varios niveles que permitiera ver las vías. Se habría instalado una claraboya, se habrían conservado las cerchas originales del tejado y se habría desmontado el resto. Un vestíbulo intermodal se habría extendido desde la calle 31 hasta la 33, dividiendo en dos el edificio Farley. Una de las paredes del vestíbulo intermodal habría incluido una cercha curva de 46 m de altura. Se esperaba que el proyecto Farley costara 488 millones de dólares; el gobierno municipal sólo ofreció 25 millones, y el alcalde de Nueva York, Rudy Giuliani, expresó su preocupación por que el proyecto pudiera sufrir sobrecostes. El Congreso aportó 60 millones de dólares más en 1999. El senador estadounidense Charles Schumer había patrocinado sin éxito un proyecto de ley ese mismo mes de mayo, que habría bautizado formalmente las instalaciones con el nombre de "Estación Daniel Patrick Moynihan", en honor de su colega que se jubilaba.

### Década de los 2000
En febrero de 2000, el presupuesto había aumentado a 788 millones de dólares, de los cuales 188 millones se destinarían a mejoras de la infraestructura existente. En aquel momento, se esperaba que la construcción comenzara a finales de ese mismo año. A principios de 2001, la empresa Staubach y Fraport fueron seleccionadas para desarrollar el vestíbulo ferroviario de Farley como empresa conjunta; el inicio de la construcción se había retrasado de nuevo hasta finales de 2001. El USPS se había comprometido a aportar 150 millones de dólares al proyecto de Farley, pero en junio de 2001 tenía problemas financieros. Tras los atentados del 11 de septiembre de 2001, el USPS interrumpió la financiación de mejoras de capital en sus instalaciones, aunque la agencia mantuvo que seguía interesada. Las instalaciones de USPS en 90 Church Street, en el Bajo Manhattan, habían resultado dañadas por los atentados, y muchas de las operaciones de 90 Church Street se habían trasladado al edificio Farley. Las negociaciones se reanudaron a mediados de 2002. En octubre, el gobierno del estado de Nueva York había llegado a un acuerdo para comprar el edificio Farley al USPS por 230 millones de dólares.
Amtrak iba a ser el principal inquilino de la estación de Moynihan, pero se retiró en 2004 alegando que no podía pagar el alquiler de la nueva estación debido a sus dificultades financieras. Las autoridades estatales siguieron buscando socios para la construcción del vestíbulo y en octubre ya habían seleccionado a dos inquilinos principales. En 2005, James Carpenter Design Associates, en colaboración con HOK, presentó otro plan. El plan de Carpenter y HOK simplificaba el vestíbulo en un solo nivel y añadía numerosas claraboyas que recordaban a la Penn Station original. Este plan habría supuesto convertir parte del edificio de correos en un hotel con ventanas que daban al patio interior.
NJ Transit habría sustituido a Amtrak como inquilino principal. Este plan para la estación Moynihan habría costado 818 millones de dólares y contendría 28.000 m² para usos ferroviarios, 79.000 m² para comercios y 23.000 m² para la oficina de correos. La Empire State Development Corporation seleccionó a Vornado Realty Trust y The Related Companies para explotar el espacio comercial. El proyecto se construiría conjuntamente con el proyecto Access to the Region's Core, que habría ampliado el servicio de NJ Transit bajo el río Hudson. El 14º Dalai Lama, amigo de Moynihan desde hace mucho tiempo, expresó su apoyo a la estación Moynihan.
El edificio de correos Farley se vendió al gobierno del estado de Nueva York en 2006 con la esperanza de que la visión de Moynihan se hiciera realidad. También creció el apoyo al "Plan B", una ampliación del alcance del proyecto, según la cual el Madison Square Garden, que está justo encima de Penn Station, se habría trasladado al flanco oeste del edificio Farley, lo que habría permitido a Vornado Realty construir un complejo de oficinas en el actual emplazamiento del Garden. En 2009, Cablevision, propietaria del Garden, decidió renovar su ubicación actual en lugar de trasladar el estadio. En septiembre, tras meses de negociaciones en las que participaron el senador Chuck Schumer, el gobernador de Nueva York, David Paterson, y el director ejecutivo de PANYNJ, Christopher O. Ward, Amtrak aceptó volver como posible inquilino. A cambio, se cambiaron algunos aspectos del diseño y Amtrak se quedaría con una parte de los ingresos por venta al por menor.

## Construcción

### Fase 1

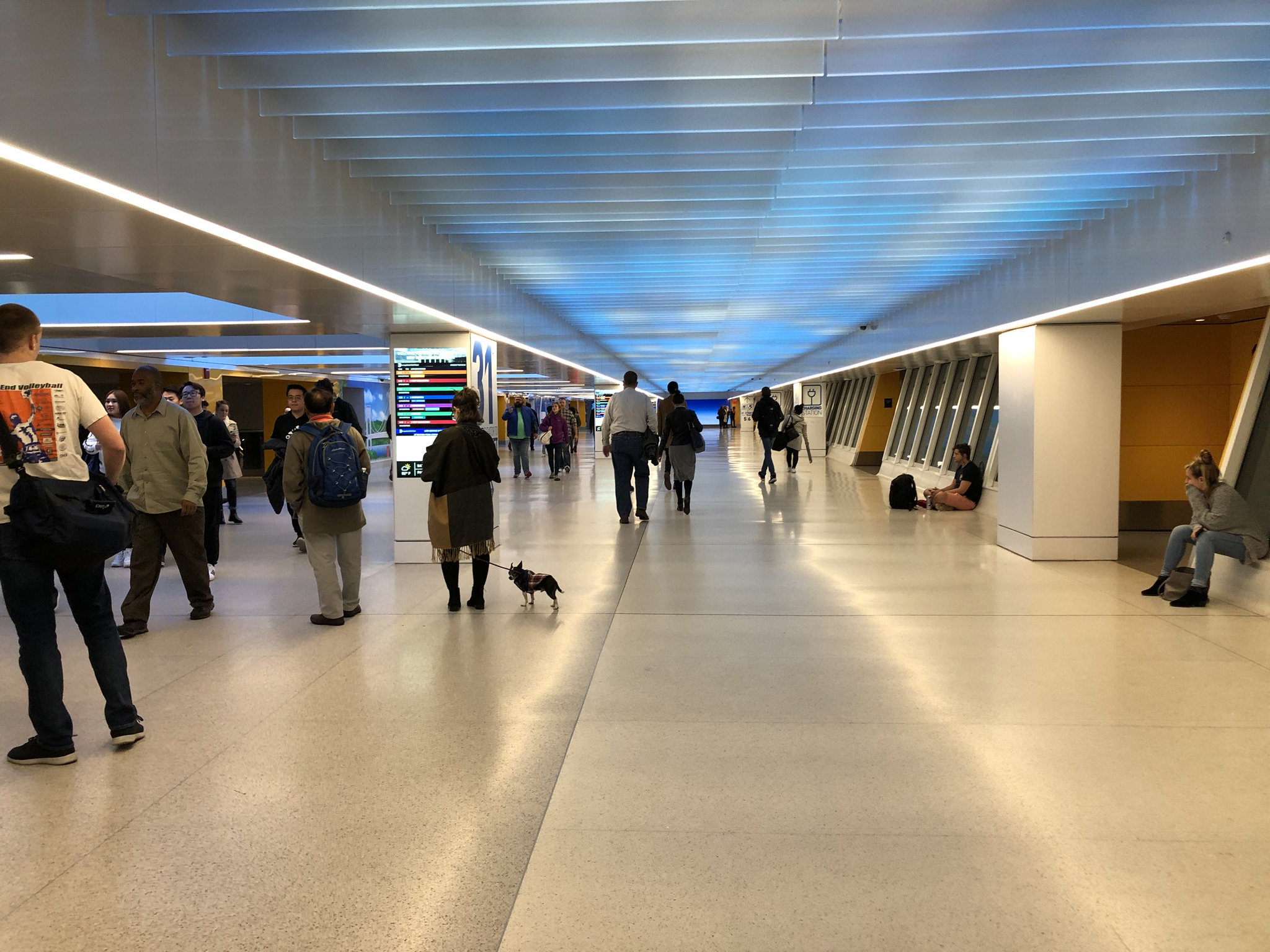
Nuevo pasillo como parte de la Fase 1.

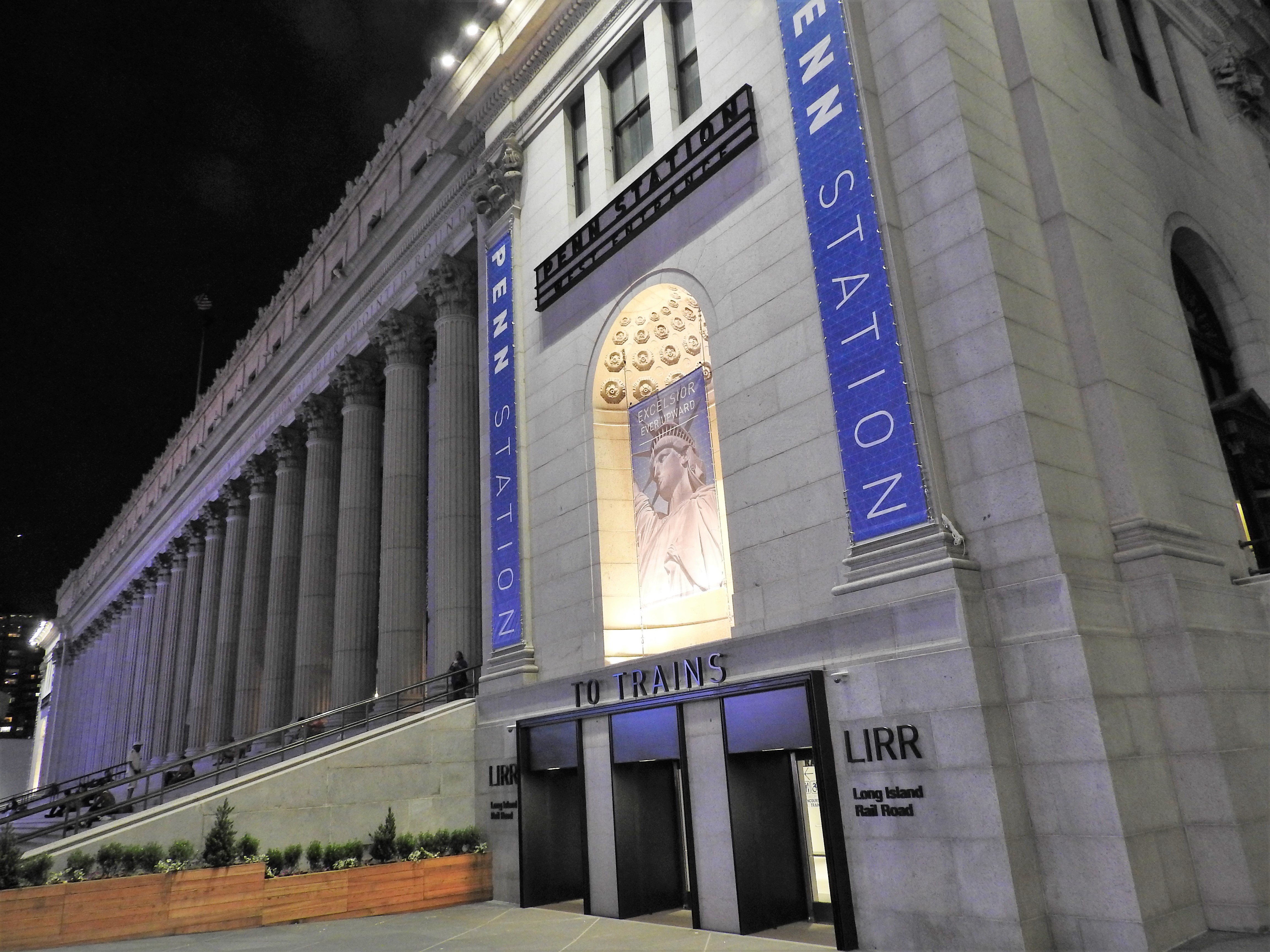
Entradas de la Octava Avenida, vistas en 2017.

Ya se disponía de unos 169 millones de dólares procedentes de fuentes federales y estatales cuando a principios de 2010 llegó una subvención TIGER (Transportation Investment Generating Economic Recovery). Este dinero se utilizó para pagar los 267 millones de dólares de la Fase 1; la mayor parte de los fondos restantes procedían de los 83,4 millones de dólares del dinero de estímulo de la Ley de Recuperación y Reinversión Estadounidense de 2009. La Fase 1 consistía en los dos elementos del plan completamente diseñados: un vestíbulo subterráneo West End Concourse ampliado para la Long Island Rail Road y dos entradas a los andenes existentes de Penn Station a través del edificio Farley en la Octava Avenida. La ceremonia de colocación de la primera piedra tuvo lugar el 18 de octubre de 2010.
En mayo de 2012, la Autoridad Portuaria de Nueva York y Nueva Jersey (PANYNJ) anunció la adjudicación de un contrato de 270 millones de dólares para la primera fase, incluida la ampliación del vestíbulo bajo la 8ª Avenida. El contrato de construcción de 147,7 millones de dólares para la ampliación del vestíbulo existente se adjudicó a Skanska USA Civil Northeast. Las obras consistían en añadir escaleras, escaleras mecánicas y ascensores al vestíbulo. Estaba previsto que el vestíbulo del West End estuviera terminado en septiembre de 2016, y se preveía que cumpliera ese calendario hasta un mes antes de esa fecha límite. Sin embargo, la inauguración se retrasó porque el gobierno del estado de Nueva York decidió actualizar los paneles digitales de información y otras tecnologías del vestíbulo justo antes de que se terminara. El West End Concourse abrió finalmente en junio de 2017.

### Fase 2
La fase 2 consiste en el nuevo vestíbulo de trenes en el edificio Farley, totalmente renovado. En diciembre de 2011, Amtrak declaró que probablemente no podría hacer frente al aumento de los costes de explotación si debía trasladarse. La solicitud fallida dejó el proyecto sin financiación. La agencia que remodelaba el edificio se integró en el PANYNJ en la creencia de que podría gestionar y supervisar mejor la reconstrucción, así como aportar o conseguir dinero.
Cuando se propuso por primera vez, se esperaba que la Fase 2 costara hasta 1.500 millones de dólares. En enero de 2016, el gobernador de Nueva York, Cuomo, anunció planes para un complejo combinado de Correos Penn-Farley, un proyecto cuyo coste se estimaba en 3.000 millones de dólares. SOM anunció en un comunicado de prensa que había decidido reanudar las obras del vestíbulo del tren. En ese momento, el proyecto pasó a llamarse Moynihan Train Hall. En septiembre de 2016, se esperaba que la Fase 2 costara 1.600 millones de dólares. El proyecto iba a ser construido por Skanska AB, y el espacio comercial sería desarrollado por The Related Companies y Vornado Realty. Las empresas firmaron un contrato en junio de 2017. Vornado y Related alquilaron el edificio durante 99 años y, a cambio, aportaron 630 millones de dólares a la construcción del pabellón. Fuentes públicas recaudaron el resto: 550 millones de dólares del gobierno del estado de Nueva York, y 420 millones de dólares de Amtrak, la Autoridad Metropolitana de Transporte, la Autoridad Portuaria de Nueva York y Nueva Jersey, y una subvención federal.

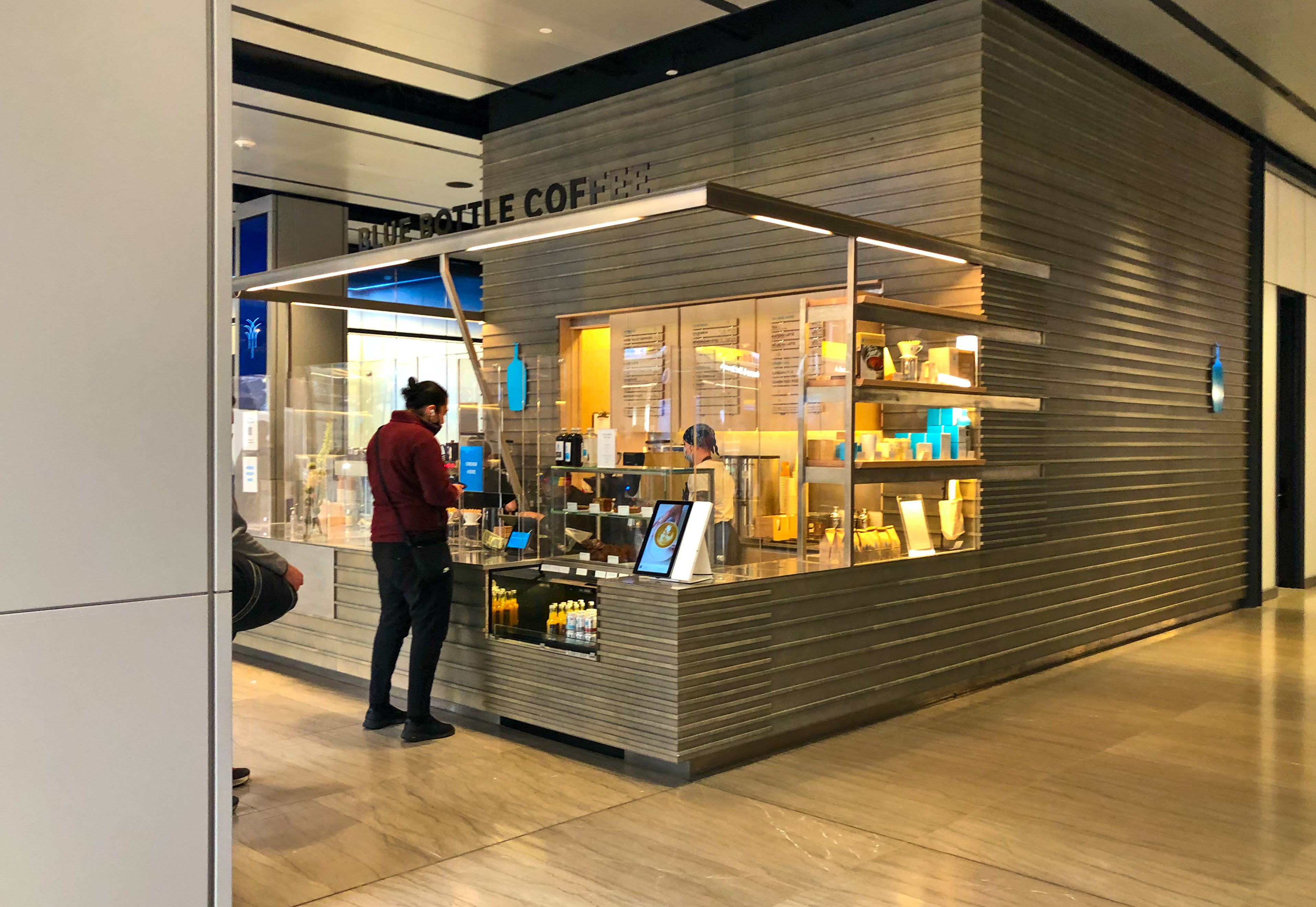
Puesto de Blue Bottle Coffee en la estación de Moynihan, visto en 2021.

En agosto de 2017 se celebró la ceremonia de colocación de la primera piedra del vestíbulo del tren. Las obras incluían la restauración de la fachada de 19.000 m² del edificio Farley, protegido como monumento urbano y nacional. Las autoridades estatales pretendían terminar el proyecto a finales de 2020, bajo la dirección del presidente de Moynihan Station Development Corporation, Michael Evans. El Estado siguió presionando para que se terminara a tiempo a pesar de las peticiones de última hora y los problemas presupuestarios, y las tensiones del proyecto pueden haber llevado a Evans a suicidarse en marzo de 2020. A pesar de la aparición de la pandemia de COVID-19 en 2020, Moynihan Train Hall se terminó a finales de ese año.

### Inauguración y cambios posteriores
La ceremonia de inauguración de la sala se celebró el 30 de diciembre de 2020. Tras la finalización del proyecto, el gobernador de Nueva York, Andrew Cuomo, lo calificó de "logro monumental". El vestíbulo abrió sus puertas al público el 1 de enero de 2021, dos días después de la ceremonia de inauguración. A principios de 2022, muchas de las tiendas de la zona de restauración del Moynihan Train Hall ya habían abierto sus puertas. A los tres años de su inauguración, entre sus establecimientos de restauración se encontraban una cervecería artesanal dentro de la parte de Amtrak del vestíbulo y un local del pub The Dead Rabbit. El vestíbulo también se convirtió en un popular punto de encuentro de clubes de baile de K-pop.
El 11 de enero de 2021, Cuomo anunció una propuesta para conectar el parque lineal High Line, dos manzanas al oeste, con el Moynihan Train Hall. La conexión incluiría un ramal de 370 m que discurriría por la calle 30 y la avenida Dyer hasta Manhattan Oeste, al otro lado de la Novena Avenida, desde la estación de tren. En el momento del anuncio del ramal, se estimó que costaría 60 millones de dólares, pero no se financió. En septiembre de 2021, el proyecto estaba financiado y su finalización estaba prevista para principios de 2023. El Conector Moynihan se inauguró el 22 de junio de 2023.

## Recepción

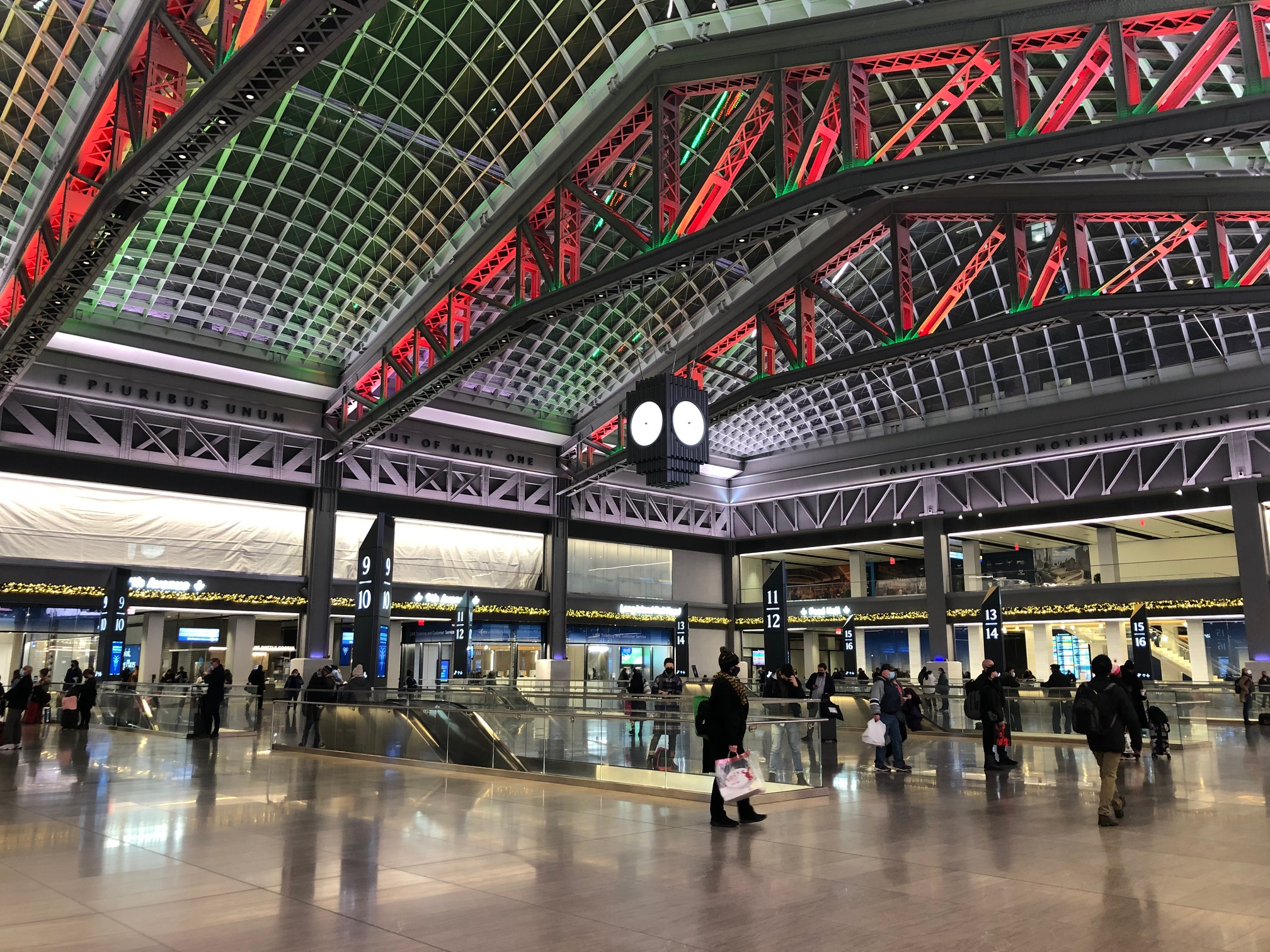
Exhibición de luces navideñas del Moynihan Train Hall en 2021.

En mayo de 2022, el proyecto recibió el premio Grand Conceptor del American Council of Engineering Companies, al proyecto de ingeniería más destacado del año. En junio de 2022, Open House New York concedió su Premio Open City 2022 al equipo del Moynihan Train Hall, que incluye al cliente principal Empire State Development en una asociación público-privada con Vornado Realty Trust, el arquitecto Skidmore, Owings & Merrill, WSP USA (gestión de la construcción), Skanska USA (construcción), Severud Associates (ingeniería estructural), Jaros, Baum & Bolles (MEP/FP/IT/Telecom), Langan (ingeniería civil/geotécnica) y varios otros diseñadores y contratistas especializados.
El Moynihan Train Hall ha sido criticado por su falta de asientos públicos en las zonas principales. Sólo las zonas de espera con billete tienen asientos, por lo que los pasajeros del vestíbulo principal a veces se sientan en el suelo mientras esperan los trenes. Un año después de la inauguración del Moynihan Train Hall, varios políticos, entre ellos el representante Jerrold Nadler y el presidente del distrito de Manhattan, Mark Levine, abogaron por que la MTA y Amtrak instalaran asientos en la parte principal del vestíbulo. También se ha criticado que el vestíbulo carezca de una gran señalización central y que, en realidad, no haya aumentado la capacidad de las vías de Penn Station.

## Más lecturas
- Farley | A horizontal campus in New York City | Vornado Realty Trust